# Алкиона (судно)
Алкио́на (фр. Alcyone; другие варианты русского названия: Алсио́н, Алсио́на) — корабль, принадлежащий «Фонду Кусто».
Корабль задумывался и создавался не просто как судно для экспедиций, а больше как судно для проверки работоспособности новой системы «турбопарус», разработанной и запатентованной специалистами «Фонда Кусто». На «Алкионе» установлено два этих необычных паруса, которые используются для увеличения мощности дизельных двигателей, также установленных на судне. Благодаря системе «турбопарус» удалось на треть снизить потребление судном дизельного топлива.
Судно «Алкиона» использовалось в союзе с «Калипсо» для океанографических работ команды Кусто. После того, как 11 января 1996 года «Калипсо» столкнулось в Сингапурской гавани с баржей и затонуло, «Алкиона» стал основным экспедиционным судном «Фонда Кусто».

## Этимологияназвания
Название судна, Алкиона, как и в случае с Калипсо, было позаимствовано из древнегреческих мифов. Корабль был назван в честь Алкионы — дочери бога южного ветра Эола.
В русскоязычных источниках встречается несколько вариантов этого названия: Алкиона, Алсиона, Алькиона и Альсиона. По правилам французско-русской практической транскрипции правильным вариантом является Алсиона.

## Конструкция судна
Судно приводится в движение двумя дизельными двигателями совместно с ветряной тягой, реализованной с помощью уникальной системы Турбопарус. Работа этой системы основана на эффекте Магнуса.
Конструкция судна — компромисс между катамараном и однокорпусным судном: большая часть корпуса представляет собой единую конструкцию, которая к корме раздваивается.

## История создания
Турбопарусное судно «Алкиона» было спроектировано тремя конструкторами: Люсьеном Малаваром (фр. Lucien Malavard), Бертраном Шарье (фр. Bertrand Charrie) и Жаком-Ивом Кусто (фр. Jacques Y. Cousteau).
Прототипом «Алкиона» стал отремонтированный и перестроенный под турбопарусник катамаран, который получил название «Ветряная мельница», что полностью соответствовало его внешнему виду и способу передвижения. Создание прототипа проходило под руководством известного конструктора Андре Мориса (фр. André Mauric), который ранее руководил первой реконструкцией и переоснащением Калипсо.
Первое плавание прототипа «Алкиона» состоялось в 1983 году на водах Атлантического океана и закончилось неудачно: судно попало в сильный шторм и получило повреждения — были разрушены мачты и паруса.
Спустя два года после этой неудачи создание «Алкиона» было полностью закончено. Судно было спущено на воду в апреле 1985 года в порту Ла-Рошель, который стал его портом приписки. В первой экспедиции судна принял участие советский журналист Владимир Кривошеев с "Радио Москва".

## Путешествия

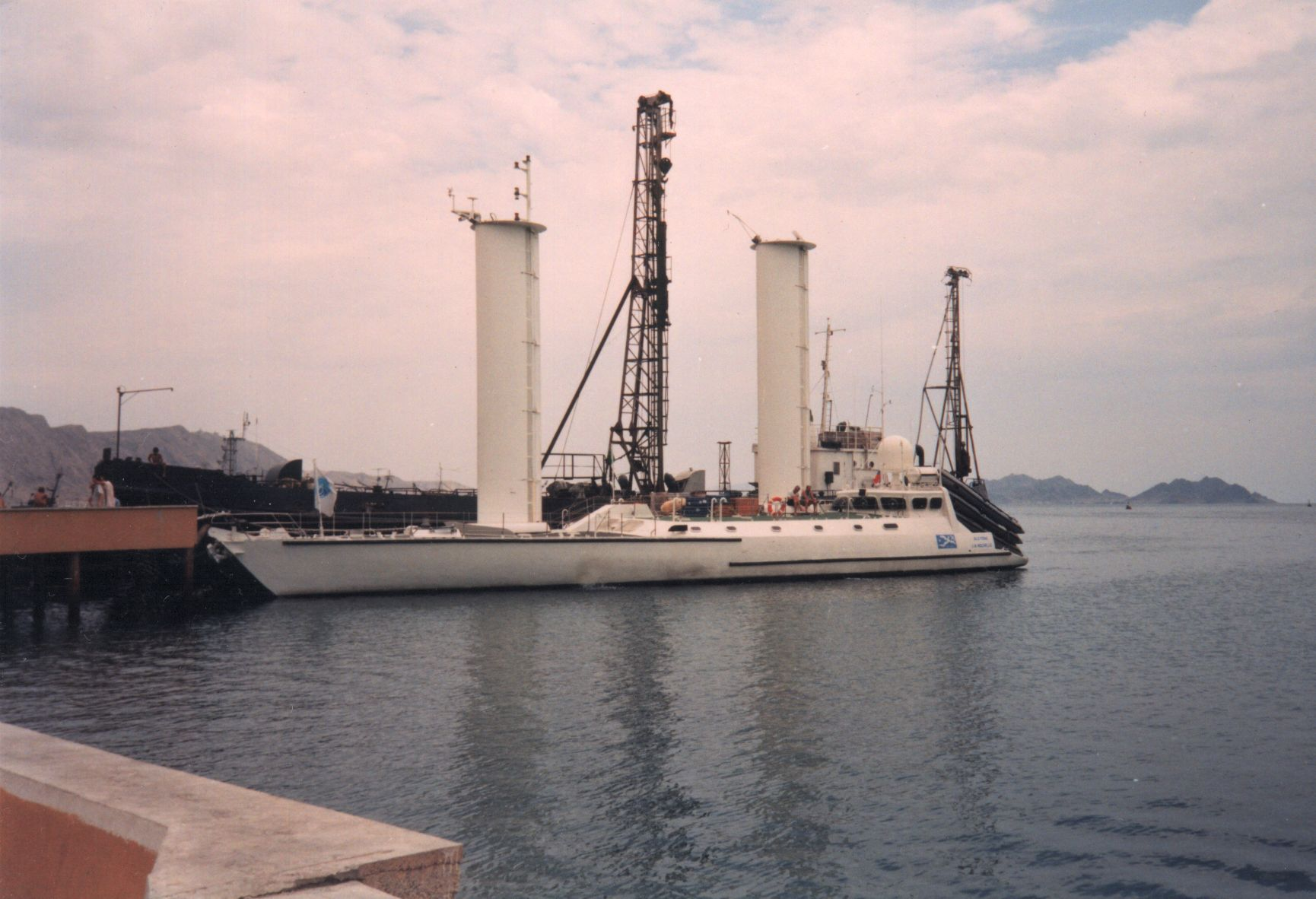
Алкиона в порту города Туркменбаши. Туркменистан. 1998 год

За свою историю судно «Алкиона» совершило большое количество морских путешествий.
Первым большим плаванием «Алкиона» стал трансатлантический переход к берегам Америки в 1985 году.
Судно прошло вдоль всего атлантического побережья американских континентов, обогнуло мыс Горн, откуда отправилось к берегам Гавайских островов и Калифорнии. Из Калифорнии судно прибыло на всемирную выставку «World Expo» в Ванкувер, где провело некоторое время. Из Ванкувера корабль отправился к побережью Аляски и в Берингово море, откуда продолжил своё путешествие через Тихий океан — к берегам Папуа-Новой Гвинеи, Австралии, Индонезии, Мадагаскара и Южной Африки.
В 1998 году состоялась трехмесячная экспедиция «Алкионы» на Каспийское море.
В 1999 году судно пересекло Атлантику во второй раз, чтобы начать свою экспедицию на реке Святого Лаврентия.
Весь 2001 год судно было пришвартовано около штаба «Фонда Кусто» в Виргинии. Была проведена первая, за 15 лет эксплуатации, большая реконструкция судна.
С 30 мая 2008 года судно «Алкиона» находилось в рыбацкой гавани Конкарно — для реконструкции. Но из-за нехватки места судно покинуло порт 20 февраля 2009 года. 22 февраля 2009 года, судно прибыло в порт Кана и пробыло там несколько месяцев для его подготовки к следующей экспедиции. На момент 4 октября 2010 года судно «Алкиона» находилось в порту города Брест. В 2019 году судно находилось в порту Канн.